# ベラドンナ

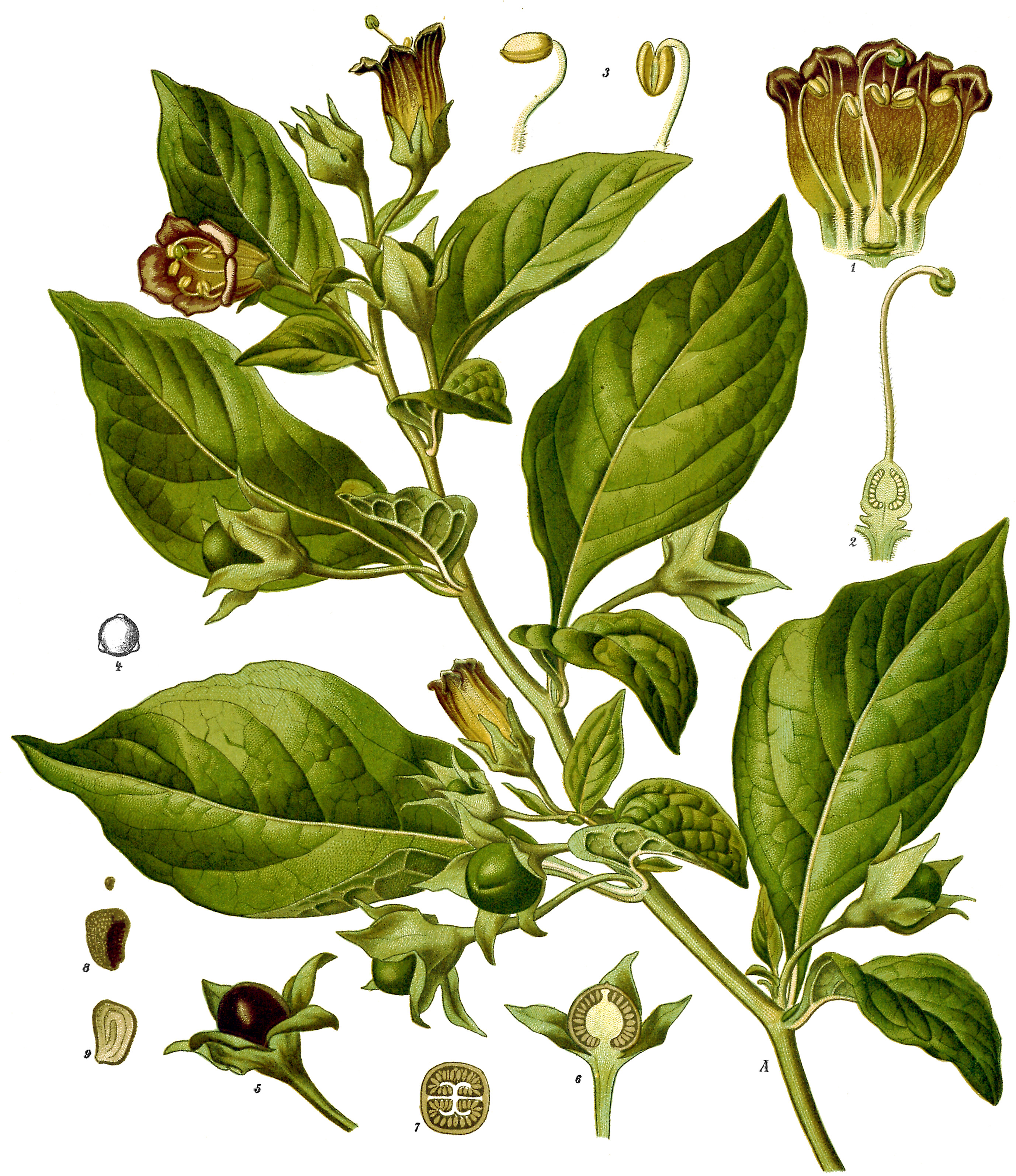
ベラドンナ

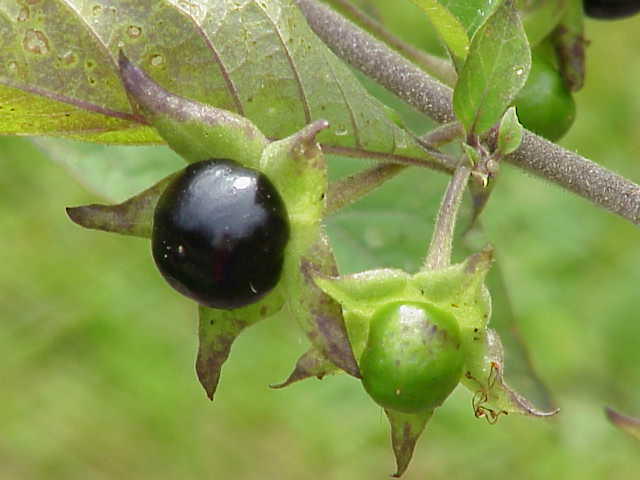
ベラドンナの果実

ベラドンナ（別剌敦那、羅: belladonna、学名: Atropa bella-donna）は、ナス科オオカミナスビ属の草本。和名はオオカミナスビ、オオハシリドコロ、セイヨウハシリドコロ。
リンネの『植物の種』(1753年) で記載された植物の一つである。

## 概要
ベラドンナは西欧で自生する多年草で、最近では北アフリカおよび西アジア、北アメリカの地域で帰化している。自生している場所は山間の日陰などで、湿気が多く、石灰質の肥えた土壌の場所で群生しているのを見ることができる。早春に葉に包まれた新芽を出し、全長は 40cm から 50cm 程度、最高で 5m ほどにもなる。花期は夏ぐらいまでで、紫褐色で釣鐘状の花を咲かせる。この花が過ぎた後に緑色の実をつけ、1cm ほどに膨らんで、黒色に熟していく。この実は甘いといわれるが、猛毒を含んでいるため絶対に食してはいけない。
名前は、イタリア語で「美しい女性」を意味する bella donna の読みそのままで、女性が瞳孔を拡大させるための散瞳剤として、この実の抽出物を使用したことに由来する。クレオパトラも使っていたようで、イタリアルネサンス時代には化粧法として流行していた。
栽培する際に注意すべき点は、日光に非常に弱いので日よけをする必要があること、栽培地によってはノミハムシの一種である Longitarsus waterhousei（日本には分布せず）の食害に遭いやすいため、定期的に農薬を散布する必要があることである。また、種子からの発芽は発芽抑制物質の存在のために容易ではないことも考慮しなければならない。

## 毒性
全草に毒を含むが、根茎と根が特に毒性が強い。また、葉の表面にも油が浮いており、これに触れるとかぶれ（ひどい場合は潰瘍）がおきる。主な毒の成分はトロパンアルカロイドで、摂取し中毒を起こすと、嘔吐や散瞳（さんどう）、異常興奮を起こし、最悪の場合には死に至る。これは、ハシリドコロ属のハシリドコロなどと同様の症状である。ベラドンナのトロパンアルカロイドの成分は、ヒヨスチアミンやアトロピン（l-ヒヨスチアミン ）、他にノルヒヨスチアミン、スコポラミン等が含まれる。これらの物質は副交感神経を麻痺させるため、先述のような症状が起こる。また、鳥類と鹿、ウサギなどの多くの動物はベラドンナを食べても中毒を起こさない。（犬猫は中毒を起こす）ベラドンナを食べた動物を人間が食べて死に至ってしまう場合がある。
日本国外では、実をブルーベリーなどと誤認し食中毒を起こした例が報告されている。

## 薬用
用法・用量を守って使用すれば有用であり、成分の強い根茎と根はベラドンナコン（ベラドンナ根）という薬品として日本薬局方にも収められている。ベラドンナコンに含まれるアトロピンは硫酸アトロピンの原料になり、ベラドンナコンの成分を水またはエタノールに浸出させたものはベラドンナエキスと呼ばれる。また、ベラドンナ総アルカロイド成分は鼻みずを抑える効果があることから多くの市販鼻炎薬に含まれることがあるため、まれに全身に発熱を伴う発疹などの薬疹症状を呈することがある。

## 参考書籍
- 原色牧野和漢薬草大図鑑 旧版監修:三橋博 編修:和田浩志・寺林進・近藤健児 出版:北隆館 ISBN 483260810X